# 괴팅겐의 노벨상 수상자
괴팅겐의 노벨상 수상자는 지금까지 40명이 넘는다. 특히 20세기 전반에 괴팅겐 대학교와 관련이 있는 수많은 학자들이 노벨상을 받은 것을 보고 독일에서는 괴팅겐의 노벨상 기적(Göttinger Nobelpreiswunder)이라고 표현하기도 한다. 전 세계적으로 이 시기에 괴팅겐 대학교만큼 자주 노벨상 수상자들과 연관이 된 경우가 없었고 20세기 후반이 되어서야 괴팅겐은 미국의 대학교들에게 그 자리를 양보했다. 수상자들은 주로 물리학과 화학 분야에서 상을 받았고 가끔 의학, 문학, 평화 분야에서도 수상자가 있었다.

## 괴팅겐의 노벨상 기적
오늘날에 괴팅겐의 노벨상 기적이라는 표현은 다양한 측에서 사용된다. 정치가들과 대학 본부는 이 기적을 다시 일으키기 위해서 고통스러운 개혁이 필요함을 강조하고, 삭감과 수업료에 반대하는 입장에서는 자신들의 선전물과 담화문에 이것이 두 번째 기적을 위한 잠재력을 깎는 일이라고 주장한다.

## 노벨상 수상자 명단
| 연도 | 수상자                  | 분야        | 설명 |
| ---- | ----------------------- | ----------- | --- |
| 1905 | 로베르트 코흐           | 생리학·의학 | 학생(1862–1866)                                                                                            |
| 1908 | 루돌프 오이켄           | 문학        | 학생(1863–1866)                                                                                            |
| 1908 | 파울 에를리히           | 생리학·의학 | 명예교수(1904–1914)                                                                                        |
| 1908 | 엘리 메치니코프         | 생리학·의학 | 학생(1865/1866)                                                                                            |
| 1910 | 오토 발라흐             | 화학        | 학생(1867–1869), 교수(1889–1915)                                                                           |
| 1911 | 빌헬름 빈               | 물리학      | 학생(1882), 과학원 회원(1907)                                                                              |
| 1914 | 막스 폰 라우에          | 물리학      | 학생(1899–1902, 1903–1905), 과학원 회원(1921), 명예교수(1947–1960)                                         |
| 1914 | 시어도어 리처즈         | 화학        | 박사후과정(1888/1889)                                                                                      |
| 1918 | 막스 플랑크             | 물리학      | 과학원 회원(1901)                                                                                          |
| 1919 | 요하네스 슈타르크       | 물리학      | 하빌리타치온(1900), 사강사(1900–1906), 과학원 회원(1923)                                                   |
| 1920 | 발터 헤르만 네른스트    | 화학        | 사강사(1890–1891), 교수(1891–1905), 과학원 회원(1898–1905)                                                 |
| 1923 | 로버트 밀리컨           | 물리학      | 학생(1895–1896), 과학원 회원(1926)                                                                         |
| 1924 | 카이 시그반             | 물리학      | 학생(1908), 과학원 회원(1922)                                                                              |
| 1925 | 제임스 프랑크           | 물리학      | 학생(1902), 교수(1921–1934), 과학원 회원(1921)                                                             |
| 1925 | 구스타프 헤르츠         | 물리학      | 학생(1906–1907), 과학원 회원(1931)                                                                         |
| 1925 | 리하르트 지그몬디       | 화학        | 교수(1908–1929)                                                                                            |
| 1927 | 루트비히 크비데         | 평화        | 학생(1878–1881), 박사과정(1881)                                                                            |
| 1928 | 아돌프 빈다우스         | 화학        | 교수(1915–1944), 과학원 회원(1918)                                                                         |
| 1930 | 나탄 셰데르블롬         | 평화        | 과학원 회원(1921)                                                                                          |
| 1932 | 베르너 하이젠베르크     | 물리        | 학생(1922/1923), 하빌리타치온(1924), 사강사(1924–1926), 과학원 회원(1949–1951)                             |
| 1932 | 어빙 랭뮤어             | 화학        | 학생(1903–1906), 박사과정(1906)                                                                            |
| 1933 | 폴 디랙                 | 물리        | 학생(1926/1927)                                                                                            |
| 1936 | 피터 디바이             | 화학        | 교수(1914–1920), 과학원 회원(1916), 객원 교수(1961)                                                        |
| 1937 | 월터 노먼 호어스        | 화학        | 학생(1909), 박사과정(1910)                                                                                 |
| 1938 | 엔리코 페르미           | 물리학      | 학생(1923)                                                                                                 |
| 1939 | 아돌프 부테난트         | 화학        | 학생(1924–1927), 박새과정(1927), 하빌리타치온(1931), 사강사(1931–1933), 과학원 회원(1938)                  |
| 1943 | 오토 슈테른             | 물리학      | 과학원 회원(1931)                                                                                          |
| 1944 | 오토 한                 | 화학        | 과학원 회원(1924)                                                                                          |
| 1945 | 볼프강 파울리           | 물리학      | 조교(1920–1921)                                                                                            |
| 1948 | 패트릭 블래킷           | 물리학      | 조교(1924–1925)                                                                                            |
| 1953 | 핸스 애돌프 크레브스    | 생리학·의학 | 학생(1918–1919), 과학원 회원(1971), 명예박사(1980)                                                         |
| 1954 | 막스 보른               | 물리학      | 학생(1904–1907), 박사과정(1906), 하빌리타치온(1909), 사강사(1909–1915), 과학원 회원(1920), 교수(1921–1933) |
| 1954 | 발터 보테               | 물리학      | 과학원 회원(1933)                                                                                          |
| 1963 | 유진 위그너             | 물리학      | 조교(1927), 과학원 회원(1951)                                                                              |
| 1963 | 마리아 메이어           | 물리학      | 학생(1924–1930), 박사과정(1930)                                                                            |
| 1967 | 만프레트 아이겐         | 화학        | 학생(1945–1950), 박사과정(1951), 명예교수(1971)                                                            |
| 1969 | 막스 델브뤽             | 생리학·의학 | 학생(1926–1929), 박사과정(1930/1931), 객원 교수(1954)                                                      |
| 1971 | 게르하르트 헤르츠베르크 | 화학        | 박사후과정(1928/1929)                                                                                      |
| 1989 | 볼프강 파울             | 물리학      | 하빌리타치온(1944), 사강사(1944–1950), 원외 교수(1950–1952), 과학원 회원(1982)                             |
| 1989 | 한스 게오르크 데멜트    | 물리학      | 학생(1946–1950), 박사과정(1950)                                                                            |
| 1991 | 에르빈 네어             | 생리학·의학 | 하빌리타치온(1983), 교수(1983), 명예교수(1986), 과학원 회원(1991)                                          |
| 1991 | 베르트 자크만           | 생리학·의학 | 하빌리타치온(1982), 과학원 회원(1992)                                                                      |
| 2000 | 헤르베르트 크뢰머       | 물리학      | 학생(1949–1952), 박사과정(1952)                                                                            |